# Angelo Mazzoni
Angelo Mazzoni (ur. 3 kwietnia 1961 w Mediolanie) – włoski szermierz, szpadzista, trzykrotny medalista olimpijski i wielokrotny medalista mistrzostw świata.

## Kariera sportowa
Na igrzyskach olimpijskich w Moskwie w 1980 roku zajął 29. miejsce indywidualnie. Podczas igrzysk olimpijskich w Los Angeles w 1984 roku wspólnie ze Stefano Bellone, Sandro Cuomo, Cosimo Ferro i Roberto Manzim zdobył brązowy medal drużynowo. W zawodach indywidualnych zajął tam dziewiątą pozycję. Na rozgrywanych cztery lata później igrzyskach olimpijskich w Seulu zajął 4. miejsce w zawodach drużynowych i 25. w indywidualnych. Następnie był piąty drużynowo i szósty indywidualnie na igrzyskach olimpijskich w Barcelonie w 1992 roku. Podczas igrzysk olimpijskich w Atlancie w 1996 roku Włosi w składzie: Sandro Cuomo, Angelo Mazzoni i Maurizio Randazzo zdobyli drużynowo złoty medal. Tytuł ten razem z Paolo Milanolim, Alfredo Rotą i Maurizio Randazzo obronił podczas igrzysk olimpijskich w Sydney w 2000 roku. 
Podczas mistrzostw świata w Wiedniu w 1983 roku wspólnie z Cuomo, Manzim i Bellone zdobył brązowy medal w zawodach drużynowych. Na tej samej imprezie był też trzeci indywidualnie, za Elmarem Borrmannem z RFN i Szwajcarem Danielem Gigerem. W zawodach drużynowych Włosi z Mazzonim w składzie zdobywali następnie złote medale na mistrzostwach świata w Denver (1989), mistrzostwach świata w Lyonie (1990) i mistrzostwach świata w Essen (1993), srebrny na mistrzostwach świata w Barcelonie (1985) oraz brązowe podczas mistrzostw świata w Sofii (1986) i mistrzostw świata w Kapsztadzie (1997). Ponadto na mistrzostwach świata w Lyonie (1990) zdobył srebrny medal w rywalizacji indywidualnej, przegrywając w finale z Thomasem Gerullem z RFN.
Zdobył również złoty medal indywidualnie na mistrzostwach Europy w Fogii w 1981 roku oraz srebrny podczas mistrzostw Europy w Lizbonie dwa lata później, przegrywając w finale z Alexandrem Puschem.